# Mumias Sugar FC
El Mumias Sugar FC fue un equipo de fútbol de Kenia que llegó a jugar en la Liga Keniana de Fútbol, la liga de fútbol más importante del país.

## Historia
Fue fundado en el año 1977 en la ciudad de Mumias, al oeste de Kenia por parte de la compañía Mumias Sugar, dedicada a la producción de azúcar. Llegaron a jugar en varias temporadas en la máxima categoría, pero nunca pudieron ganar el título de liga.
El club ganó 2 títulos de copa, pero el que obtuvo en 1999 les fue arrebatado debido al escándalo de arreglo de partidos.
A nivel internacional participaron en 2 torneos continentales, en los cuales nunca pudieron superar la primera ronda.
En el año 2007, el Mumias Sugar desapareció a media temporada por problemas financieros, y un año más tarde hubo una reestruturación en el fútbol de Kenia que creó 2 ligas de primera división y que generó problemas internos en su sistema de ligas de fútbol.

## Palmarés
- Copa de Kenia: 2

1996, 1999

## Participación en competiciones de la CAF
| Temporada | Torneo          | Ronda | Club                 | Casa | Visita | Global |
| --------- | --------------- | ----- | -------------------- | ---- | ------ | ------ |
| 1997      | Recopa Africana | 1     | Al-Mokawloon Al-Arab | 0-0  | 0-2    | 0-2    |
| 1999      | Copa CAF        | 1     | Ferroviário da Beira | 1-1  | 0-1    | 1-2    |